# Jüdische Gemeinde Puttelange-aux-Lacs

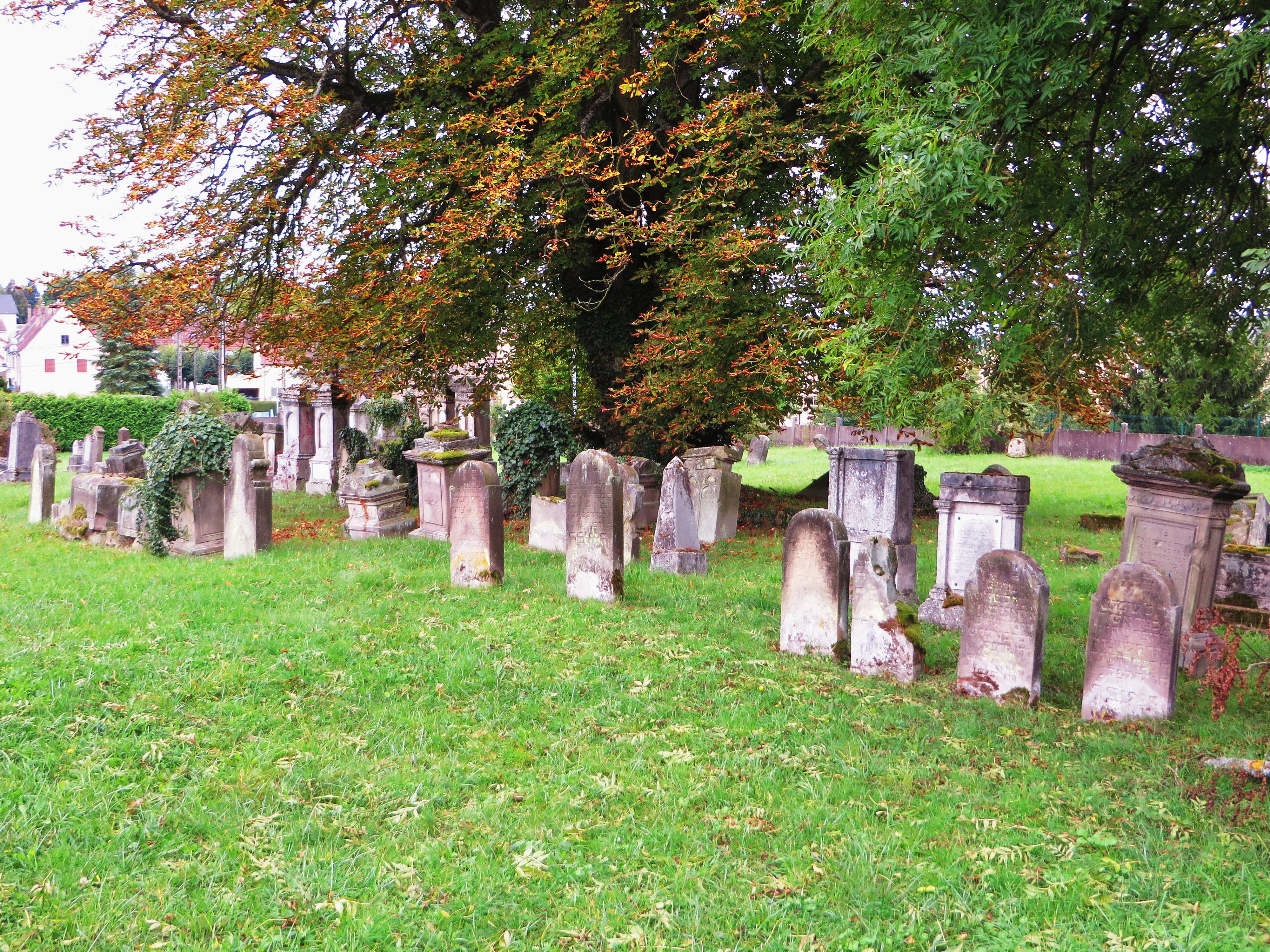
Jüdischer Friedhof in Puttelange-aux-Lacs

Eine Jüdische Gemeinde in Puttelange-aux-Lacs, einer französischen Stadt im Département Moselle in Lothringen, ist spätestens im 18. Jahrhundert entstanden. Im Jahr 1808 zählte die jüdische Gemeinde 156 Personen.

## Geschichte
Die jüdische Gemeinde von Puttelange errichtete bereits 1736 eine Synagoge, eine der ältesten im Herzogtum Lothringen. Der Nachfolgebau wurde 1867 im orientalisierenden Stil errichtet und 1940 zerstört. Die jüdische Gemeinde gehörte seit 1808 zum israelitischen Konsistorialbezirk Metz.

## Friedhof
Der jüdische Friedhof von Puttelange befindet sich gegenüber der Schule.